# Гоенгаймський університет
Гоенгаймський університет (нім. Universität Hohenheim) — німецький університет, розташований на півдні Штутгарта в районі Гоенгайм на базі однойменного палацу (нім. Schloss Hohenheim). Традиційно університет спеціалізувався на сільському господарстві та природничих науках. Однак сьогодні більшість його студентів навчаються на факультеті бізнесу, економіки та соціальних наук. Факультет регулярно входить в число найкращих у країні, забезпечуючи університету високу позицію в рейтингу вишів Німеччини. Університет Гоенгайма входить до найкращих у рейтингах з курсів економіки та комунікаційних наук, а також займає перше місце в Німеччині з сільськогосподарських наук. Університет підтримує наукові зв'язки з низкою університетів-партнерів і бере участь в численних спільних дослідженнях.

## Історія
З 1770 по 1794 Карлська школа була єдиним університетом в Штутгарті. З моменту свого заснування у 1818 році найстарішим університетом Штутгарта став університет Гоенгайма. Виверження індонезійського вулкана Тамбора в 1815 році викликало глобальну зміну клімату і стало однією з причин масового голоду в Королівстві Вюртемберг на початку XIX століття. У 1818 році король Вільгельм I Вюртемберзький заснував Сільськогосподарську академію в Гоенгаймі, щоб радикально покращити спільне харчування в королівстві за допомогою навчання, експериментів та демонстрацій, і тим самим заклав основу для Університету Гоенгайма. На той час у ньому навчалося 18 студентів і працювало три професори. Він не пов'язаний із Штутгартським університетом (заснований у 1829 р.), хоча між ними існує співпраця.
Першим директором академії був Йоганн Непомук Шверц, і розташовувалась вона у палаці Гоенгайм, побудованому Карлом Євгеном, герцогом Вюртемберзьким. Meiereihof Hohenheim — резиденція герцога, а сьогодні експериментальна ферма університету — була створена як зразкова ферма та займалася розведенням тонкорунних овець. Шерсть овець-мериносів була найкращою і найзатребуванішою свого часу.
У 1847 році установі було надано звання «Академія сільського та лісового господарства». В 1904 році назва була змінена на «Сільськогосподарський технікум». Технікум Гоенгайма отримав право присуджувати докторські ступені у 1918 році та габілітаційний ступінь у 1919 році. З призначенням Маргарет фон Врангель на кафедру живлення рослин 1923 року вона стала першою жінкою-професором у німецькому університеті. У період націонал-соціалізму університет був приведений у відповідність до партійної ідеології та змушений був закритися у 1945 році.
З архітектурної точки зору університет, який знову відкрив свої двері у 1946 році, відносно не постраждав під час Другої світової війни. У 1964 році було створено факультети сільськогосподарських наук та природничих наук, а у 1968 р. — факультет бізнесу, економіки та соціальних наук. Гоенгайм має статус університету з 1967 року, коли він став відомим як Університет Гоенгайма.
Сьогодні в університеті навчається близько 9000 студентів та близько 900 викладачів, з яких трохи більше 100 є професорами. Нині в університеті працює понад 2000 осіб. Нинішнім ректором університету є економіст-агроном професор доктор Стефан Дабберт (народився 23 червня 1958 року), який обійняв посаду 1 квітня 2012 року. Його було переобрано 15 травня 2017 року, а його другий шестирічний термін розпочався 1 квітня 2018 року.
У 2018 році Університет Гоемгайма відзначив своє 200-річчя.

## Дослідження
В даний час університет займається дослідженнями в галузі охорони здоров'я, харчування, сільського господарства, захисту прав споживачів та довкілля, а також економіки та комунікацій.
Області особливої важливості включають:
- Сільськогосподарські науки та науки про харчування в харчовому ланцюгу
- Біопродукти та біоенергія із сільського господарства
- Біологічні сигнали
- Біоефекторні дослідження, біоефектор
- Інновації та послуги